# Langatabbetje
Langatabbetje (ook wel Langetabbetje of Lange Tabbetje, Sranantongo: Langatabiki) is een eiland in de rivier Marowijne in het ressort) Paramacca in het oosten van het district Sipaliwini in Suriname.
Het is de zetel van de granman van de Paramaccaners. Op het eiland bevindt zich de Langatabbetje Airstrip met een verbinding naar Zorg en Hoop Airport in Paramaribo.

## Geschiedenis
Vanaf 1879 stichtten een kleine groep marrons onder leiding van hun leider Apensa het dorp Langatabbetje (letterlijk: lang eiland) op een eiland in de Marowijne.

## Overzicht
Langatabbetje heeft een school en een kliniek van de Medische Zending. Er is een weg aan de overkant van het eiland die aansluit op de Oost-Westverbinding. Er zijn plannen ontwikkeld om de weg door te trekken naar Stoelmanseiland en Benzdorp, en een weg aan te leggen naar Brokopondo, maar anno 2022 zijn er nog geen concrete acties ondernomen.
Koina · Langatabbetje · Lokaloka · Nason · New Libi · Sikisani · Snesiekondre · Stoelmanseiland